# Protestantyzm w Holandii

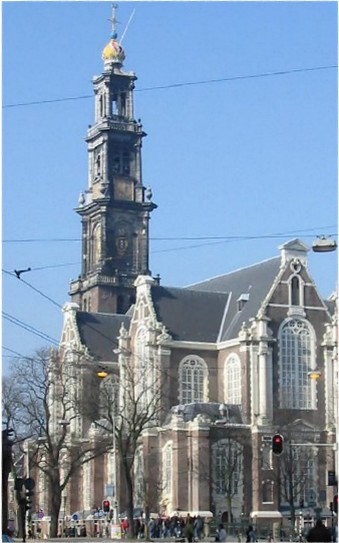
Kościół reformowany Westerkerk w Amsterdamie

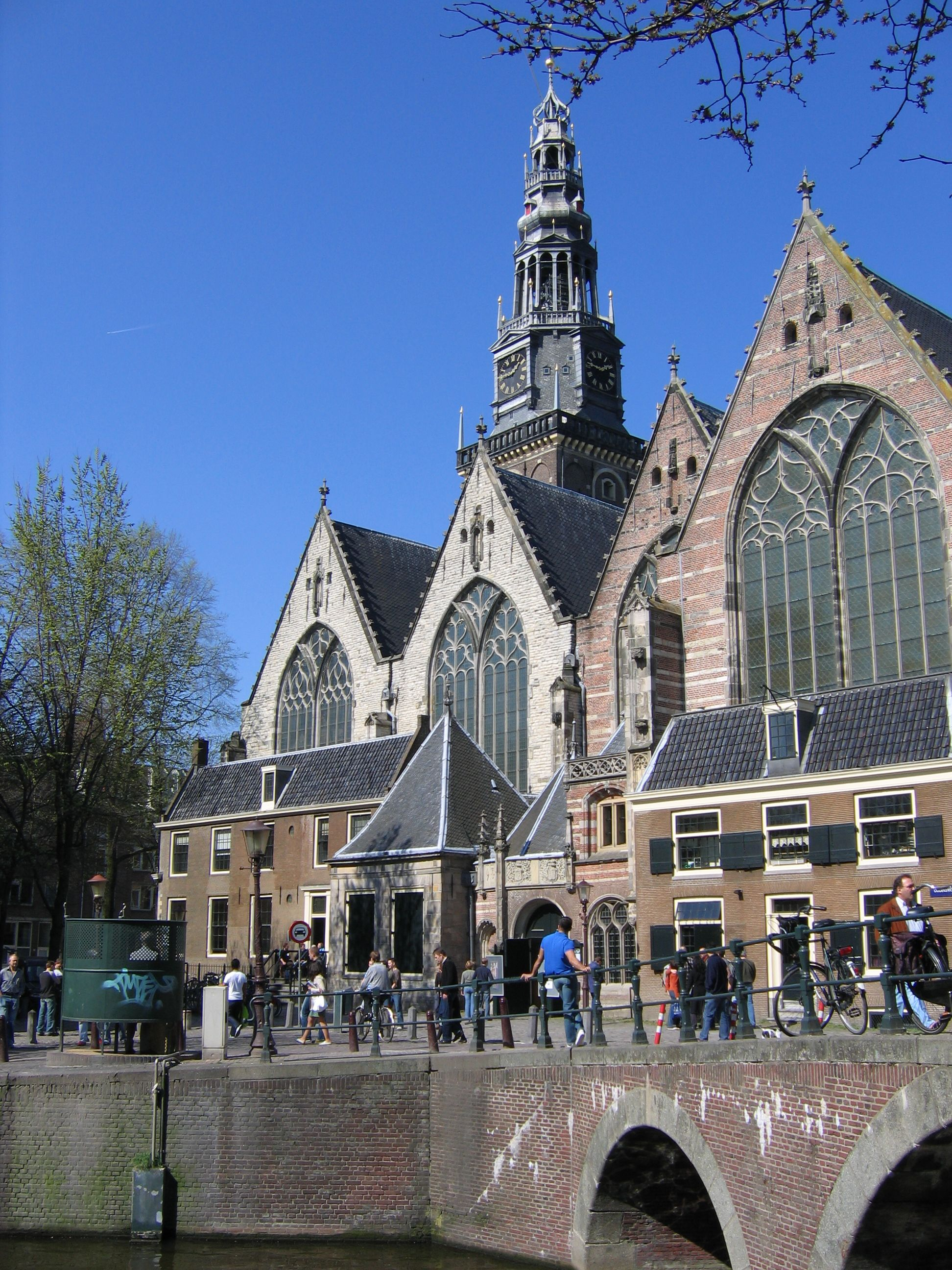
Oude Kerk w Amsterdamie

Protestantyzm w Holandii – jest jednym z głównych ruchów religijnych w tym kraju. Wyznaje go około 3 miliony osób z 16 milionowej populacji. Największym i dominującym wyznaniem tej tradycji jest kalwinizm. W ostatnich latach jednak zamknięto setki kościołów z powodów finansowych. Coraz większe znaczenie zyskują Kościoły zielonoświątkowe, których liczbę wiernych szacuje się na 190 tysięcy.
Kościół protestancki w Holandii powstał w 2004 roku z połączenia dwóch głównych odłamów kalwinizmu. Należy do niego już tylko około 10% ludności (1,65 mln), w porównaniu z ponad 60% na początku XX wieku. Protestanci dominują w północnej części kraju i na wybrzeżu.
Według badania z 2017 roku holenderscy protestanci wyróżniają się stosunkowo wysokim poziomem praktyk religijnych: około połowa (51%) twierdzi, że religia jest bardzo ważna w ich życiu, a większość (58%) twierdzi, że modli się codziennie. Ponadto 43% twierdzi, że co tydzień uczęszcza do kościoła – to więcej niż jakakolwiek populacja katolików w Europie Zachodniej i ponad czterokrotnie więcej niż protestantów w jakimkolwiek innym kraju w regionie.

## Statystyki
| Źródło (rok)                  | Liczba protestantów | Procent ludności |
| ----------------------------- | ------------------- | ---------------- |
| Pew Research Center (2010)    | 3,63 mln            | 21,8%            |
| Operation World (2010)        | 2,89 mln            | 17,4%            |
| CIA The World Factbook (2009) |                     | 19%              |

Ważniejsze denominacje protestanckie według najnowszych danych:
| Denominacja                                          | Liczba wiernych | Procent ludności | Źródło danych                  |
| ---------------------------------------------------- | --------------- | ---------------- | ------------------------------ |
| Kościół Protestancki w Holandii                      | 2 198 800       | 12,98%           | World Christian Database, 2015 |
| Kościoły Reformowane w Holandii (Liberated)          | 122 000         | 0,72%            | World Christian Database, 2015 |
| Kościoły Reformowane w Holandii                      | 102 000         | 0,6%             | World Christian Database, 2015 |
| Chrześcijański Kościół Reformowany (CGK)             | 73 500          | 0,43%            | World Christian Database, 2015 |
| Zjednoczone Kościoły Ewangeliczne i Zielonoświątkowe | 44 100          | 0,26%            | World Christian Database, 2015 |
| Kościół Ewangelicki w Niemczech                      | 39 500          | 0,23%            | World Christian Database, 2015 |
| Wolne Kościoły Reformowane Holandii                  | 31 700          | 0,19%            | World Christian Database, 2015 |
| Holenderski Kościół Reformowany (NGK)                | 30 200          | 0,18%            | Operation World, 2010          |
| Bracia morawscy                                      | 26 300          | 0,16%            | World Christian Database, 2015 |
| Molukański Kościół Ewangelicki                       | 22 700          | 0,13%            | World Christian Database, 2015 |
| Chrześcijanie Reformowani w Holandii                 | 21 750          | 0,13%            | Operation World, 2010          |
| Kościoły Pełnej Ewangelii                            | 21 600          | 0,13%            | World Christian Database, 2015 |
| Braterstwo Mennonitów                                | 21 600          | 0,13%            | World Christian Database, 2015 |
| Kongregacje Reformowane w Holandii                   | 20 100          | 0,12%            | World Christian Database, 2015 |
| Staro-Reformowane Kościoły w Holandii                | 19 700          | 0,12%            | World Christian Database, 2015 |
| Unia Baptystyczna                                    | 17 600          | 0,11%            | Operation World, 2010          |
| Kościół Apostolski (Kościół zielonoświątkowy)        | 15 000          | 0,09%            | World Christian Database, 2015 |
| Kościół Zielonoświątkowy Betel                       | 12 300          | 0,07%            | World Christian Database, 2015 |
| Konwencja Wolnych Kongregacji Ewangelicznych         | 11 300          | 0,07%            | World Christian Database, 2015 |
| Kościół Poczwórnej Ewangelii                         | 10 100          | 0,06%            | World Christian Database, 2015 |
| Kościół Anglikański – Diecezja w Europie             | 8500            | 0,05%            | World Christian Database, 2015 |
| Bractwo Kościołów Baptystycznych                     | 6100            | 0,04%            | World Christian Database, 2015 |
| Stowarzyszenie Wolnych Kongregacji Ewangelicznych    | 5600            | 0,03%            | World Christian Database, 2015 |
| Bracia plymuccy                                      | 3600            | 0,02%            | World Christian Database, 2015 |
| Chrześcijański i Misyjny Sojusz (CMA)                | 3400            | 0,02%            | World Christian Database, 2015 |
| Kościół Zielonoświątkowy (Ghana)                     | 2900            | 0,02%            | World Christian Database, 2015 |
| Kościół Nazareński                                   | 2500            | 0,01%            | World Christian Database, 2015 |
| Kościół Boży (Cleveland)                             | 1900            | 0,01%            | World Christian Database, 2015 |
| Kościoły Chrystusowe                                 | 1400            | 0,01%            | World Christian Database, 2015 |
| Kościół zielonoświątkowy „Strumienie Mocy”           | 1400            | 0,01%            | World Christian Database, 2015 |